# Santa Cruz de La Victoria
Santa Cruz de La Victoria fue una de las comunas que integró el antiguo departamento de La Victoria, en la provincia de Santiago.
En 1920, de acuerdo al censo de ese año, la comuna tenía una población de 3123 habitantes. Su territorio fue organizado por decreto del 20 de febrero de 1909.

## Historia
La comuna fue creada por decreto del 20 de febrero de 1909.
Esta comuna fue suprimida mediante el Decreto con Fuerza de Ley N.º 8.583 del 30 de diciembre de 1927, dictado por el presidente Carlos Ibáñez del Campo como parte de una reforma político-administrativa, anexando su territorio a la comuna de Peñaflor. La supresión se hizo efectiva a contar del 1 de febrero de 1928.